# José de Grimaldo
Pour les articles homonymes, voir Grimaldo, Gutierrez et Solórzano (homonymie).
José de Grimaldo y Gutiérrez de Solórzano (1664-1733), marquis de Grimaldo, est un noble et homme d'État espagnol.

## Biographie
Il était très proche du monarque Philippe V, dont il fut secrétaire d'État, ainsi que durant le court règne de Louis Ier.